# Йонас Бендорюс
Йонас Бендорюс (лит. Jonas Bendorius; 3 (15) серпня 1889, с. Скайсчяй, Любавська волость, Маріямпольський повіт, Сувальська губернія — 27 червня 1954, Паланга) — литовський композитор, органіст, хоровий диригент, музичний педагог і музично-громадський діяч; заслужений діяч мистецтв Литовської РСР (1945).

## Біографія
У 1899 році закінчив початкову школу. Музики навчався на приватних уроках до 1903 року. Грав на органі в містечку Віштинець (нині Віштітіс Вілкавішкіського району). Склавши іспит за курс гімназії, навчався у Варшавському музичному інституті (1907–1912). У 1910 році разом з Альбінасом Ієшмантою поставив у Маріямполі оперу Мікаса Петраускаса «Біруте».
У 1912—1920 роках працював у Маріямполі: грав на органі, викладав у гімназії і на курсах вчителів, був головою товариства музики, літератури і драми „Gabija“ (1913–1920), керував костьольним хором і хором товариства «Габія».
У 1920 — 1924 роках удосконалювався в теорії музики та композиції в Лейпцигській консерваторії.
З 1924 року викладав теорію і керував класом органу в Каунаській музичній школі, з 1933 року — в Каунаській консерваторії.
У 1940 році разом з Конрадасом Кавяцкасом заснував у Вільнюсі музичну школу і керував нею до 1945 року. У 1945—1949 роках був директором Вільнюської консерваторії, з 1948 року професором. Одночасно був завідувачем кафедри теорії музичної композиції. У 1945—1948 роках був головою організаційного комітету Спілки композиторів Литовської РСР; обраний головою Спілки композиторів.
У 1945 році удостоєний звання заслуженого діяча мистецтв Литовської РСР. Входив до організаційних комітетів республіканських Свят пісні.
Помер на своїй віллі в Паланзі. Похований у Вільнюсі на кладовищі Расу.

## Творчість
Автор музично-критичних статей. Займався обробкою (гармонізацією) литовських народних пісень (збірка „Aušrelei beauštant“ — «Вже світає зіронька», 1960). Написав пісні для хору.

### Твори
- Для фортепіано: сюїта, 10 фуг, Скерцо, Рондо
- Для скрипки і фортепіано: соната